# Pride and Prejudice (televisieserie uit 1995)
Pride and Prejudice is een in 1995 uitgebrachte zesdelige televisieserie bewerkt door Andrew Davies, gebaseerd op Jane Austens boek Pride and Prejudice uit 1813. De serie werd geproduceerd en uitgezonden door de BBC, die al vijf voorgaande adaptaties van Pride and Prejudice had uitgezonden in respectievelijk 1938, 1952, 1958, 1967 en 1980. Deze serie was een samenwerkingsverband tussen de BBC en het Amerikaanse A&E Network, een kabel- en satelliettelevisiestation. Op de BBC werd de serie uitgezonden van 24 september tot 29 oktober 1995, A&E Network zond de serie uit op drie avonden met dubbele afleveringen vanaf 14 januari 1996.
De serie uit 1995 is waarschijnlijk de bekendste verfilming van Austens boek, met hoge kijkcijfers en video- en dvd-verkoop. In 2000 werd Pride and Prejudice door het British Film Institute gekozen tot een van de honderd beste Britse televisieprogramma's van de 20e eeuw.

## Verhaal
Het verhaal speelt zich af in Engeland aan het begin van de negentiende eeuw. Het draait om de vijf ongehuwde dochters van Mr. en Mrs. Bennet op hun landgoed Longbourn, nadat de rijke en aantrekkelijke Mr. Bingley en zijn statusbewuste vriend Mr. Darcy bij hen in de buurt komen wonen. Terwijl Bingley onmiddellijk voor de oudste dochter, de tweeëntwintigjarige Jane, valt, heeft Darcy moeite met de lage status van de lokale gemeenschap en ligt hij regelmatig verbaal in de clinch met de tweede dochter uit het gezin, de twintigjarige Elizabeth. De New York Times noemde de televisiebewerking "een gevatte mengeling van een liefdesverhaal en sociale intriges, slim verpakt in de ambities en de illusies van de provinciale adel".

## Ontvangst
De serie werd alom goed ontvangen en was een enorm succes. De kijkcijfers waren zeer goed en de serie ontving diverse prijzen, waaronder een BAFTA voor Jennifer Ehle als Elizabeth Bennet en een Emmy Award voor de kostuums. De rol van Mr. Darcy gaf acteur Colin Firth, die tot dan toe nog vrij onbekend was, sterrenstatus. De scène in de serie waar Firth drijfnat halfgekleed uit een meer oprijst werd zelfs benoemd tot "one of the most unforgettable moments in British TV history" (een van de meest onvergetelijke momenten uit de Britse televisiegeschiedenis). De serie inspireerde schrijfster Helen Fielding ertoe de zeer populaire cursiefjes over Bridget Jones te schrijven, die later in boekvorm verschenen en verfilmd werden met Colin Firth als een van Bridgets aanbidders.

## Afleveringen

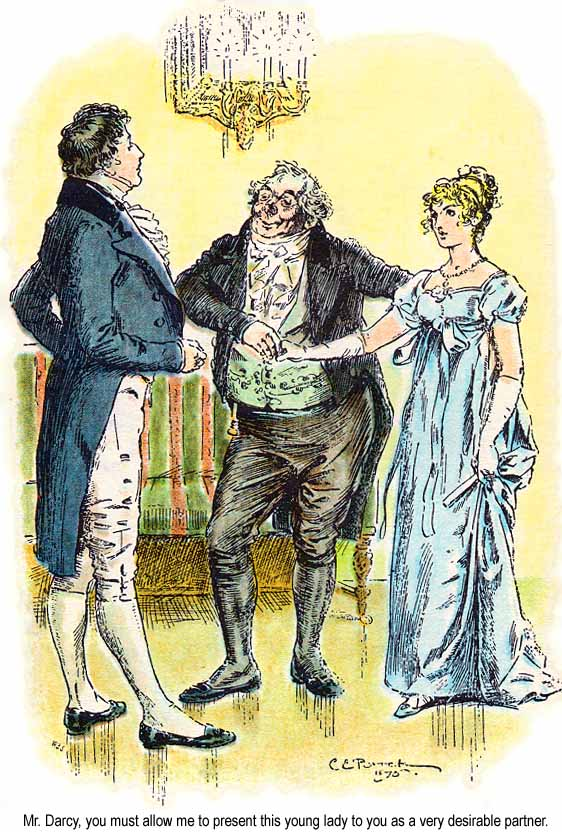
Elizabeth Bennet weigert te dansen met Mr. Darcy, door C.E. Brock, 1895

### Aflevering 1
Mr. Bingley, een welgesteld man uit Derbyshire, betrekt het landgoed Netherfield in de buurt van het stadje Meryton in Hertfordshire waar de Bennets wonen. Mrs. Bennet is opgetogen vanwege het vooruitzicht, en ze is ervan overtuigd dat een van haar vijf dochters (Jane, Elizabeth, Mary, Kitty en Lydia) met de rijke nieuwkomer zal kunnen trouwen. Bingley wordt direct verliefd op Jane wanneer de twee elkaar op een plaatselijk bal voor het eerst ontmoeten. Bingley's beste vriend Mr. Darcy, van wie het gerucht gaat dat hij twee keer zo rijk is als Bingley, wil niet dansen met iemand die hij niet kent en weigert te dansen met Elizabeth. Elizabeths slechte eerste indruk van hem wordt later bevestigd wanneer de twee elkaar weer ontmoeten op een bal in Lucas Lodge. Ook tijdens Elizabeths verblijf op Netherfield, waar Elizabeth voor haar zieke zuster Jane zorgt, gaan de twee regelmatig een verbale strijd aan.

### Aflevering 2
Mr. Collins, een neef van de familie Bennet, brengt een bezoek aan de Bennets in Longbourn. Hij is de wettelijke erfgenaam van de Bennets aangezien die geen zoons hebben, en zal Longbourn erven wanneer Mr. Bennet zou komen te overlijden. Hij besluit Elizabeth ten huwelijk te vragen om Longbourn in de familie te houden. Tijdens een wandeling naar Meryton ontmoeten de dames Bennet de leden van het nabij gelegerde regiment, waaronder Mr. Wickham. Elizabeth is getuige van zeer kwade blikken die Darcy aan Wickham richt, en Wickham vertelt haar later precies waarop Darcy's hekel aan Wickham is gebaseerd – Darcy heeft, uit jaloezie voor de genegenheid die de oude Mr. Darcy voelde voor Wickham, ervoor gezorgd dat Wickham zijn erfenis misliep. Later verrast Darcy Elizabeth door haar op een bal op Netherfield ten dans te vragen, en ze accepteert hem onwillig. De volgende dag doet Collins Elizabeth een huwelijksaanzoek, maar ze weigert hem resoluut. Terwijl Mr. en Mrs. Bennet heftig discussiëren over Elizabeths weigering en de sfeer in huize Bennet te snijden is, nodigt Elizabeths beste vriendin Charlotte Lucas Mr. Collins uit op Lucas Lodge, om hem even uit de vuurlinie te halen.

### Aflevering 3
Elizabeth is stomverbaasd en geschokt wanneer ze hoort dat Charlotte Lucas een huwelijksaanzoek van Mr. Collins gekregen én geaccepteerd heeft. De vriendinnen leggen echter hun meningsverschil snel bij. Wanneer in de herfst van dat jaar het gezelschap uit Netherfield (Mr. Bingley en zijn zusters) weer vertrekt en naar Londen teruggaat, gaat Jane met haar oom en tante Gardiner mee naar Londen voor drie maanden. Ze brengt er een bezoekje aan Caroline Bingley maar komt er al snel achter dat ze door haar wordt genegeerd en besluit de vriendschap te verbreken. Elizabeth raakt bevriend met Mr. Wickham. Ze vertrekt in maart naar Hunsford in Kent, om Mr. Collins en Charlotte een bezoek te brengen. Zij wonen vlak bij Rosings Park, het enorme landgoed van Lady Catherine de Bourgh, de beschermvrouwe van Mr. Collins en tevens tante van Mr. Darcy. Elizabeth ontmoet Darcy, die rond Pasen bij zijn tante verblijft, regelmatig op en nabij Rosings. Vlak nadat Elizabeth erachter komt dat hij ervoor heeft gezorgd dat Bingley zijn contact met Jane heeft verbroken vraagt Darcy Elizabeth totaal onverwacht ten huwelijk. Tijdens zijn aanzoek waarin hij toegeeft hartstochtelijk van Elizabeth te houden doet Darcy zonder pardon uit de doeken hoe hij over haar inferieure afkomst en haar familie denkt. Elizabeth weigert zijn aanzoek resoluut en gooit Darcy zijn gedrag jegens haar en Jane voor de voeten – hij is volgens haar arrogant, onvriendelijk en trots, en persoonlijk verantwoordelijk voor de ongelukkige scheiding van Jane en Mr. Bingley en voor Wickhams rampspoed.

### Aflevering 4
Darcy rechtvaardigt zijn acties in een lange brief aan Elizabeth. Voor beide aantijgingen van Elizabeth heeft hij een verklaring. Hij vertelt dat hij Jane's affectie voor Bingley waarschijnlijk verkeerd heeft beoordeeld, maar schrijft ook dat Wickham een onbetrouwbare goklustige man is die geprobeerd heeft Darcy's zuster Georgiana te schaken en zodoende haar fortuin van 30.000 pond te verkrijgen. Elizabeth leest en herleest zijn brief en komt geleidelijk tot de conclusie dat hij gelijk moet hebben en dat ze hem verkeerd heeft beoordeeld. Wanneer ze weer terug is op Longbourn ontvangt Lydia een brief waarin ze wordt uitgenodigd mee te reizen met het regiment dat naar Brighton vertrekt. Elizabeth probeert haar vader ervan te overtuigen Lydia thuis te houden, maar hij luistert niet naar haar en laat Lydia - zonder noemenswaardige chaperonne - vertrekken. Elizabeth gaat met de Gardiners op vakantie naar Derbyshire en brengt een bezoek aan Pemberley, het landgoed van Darcy, in de vaste overtuiging dat de Darcy's niet aanwezig zijn. Terwijl ze het prachtige landgoed bekijkt luistert ze met verbazing naar de huishoudster van de familie die de Darcy's de hemel in prijst en vertelt over al Darcy's goede eigenschappen en zijn goedaardige natuur. Tijdens dit gesprek komt Darcy zelf onverwacht aan op Pemberley en hij neemt, verhit van zijn tocht te paard, een duik in het meer op het landgoed – slechts gekleed in zijn broek, laarzen en onderhemd. Wanneer hij aldus – voor die tijd zeer onfatsoenlijk – gekleed uit het water komt loopt hij Elizabeth tegen het lijf, en na een kort gesprek met diverse pijnlijke stiltes vlucht hij het huis in om zich snel om te kleden. Elizabeth voelt zich zeer ongemakkelijk en wil snel vertrekken, maar Darcy weet haar nog net te treffen voordat ze in de koets stappen. Hij gedraagt zich uitermate vriendelijk en beleefd en vraagt of hij kan worden voorgesteld aan de Gardiners. Elizabeth is stomverbaasd over Darcy's veranderde gedrag.

### Aflevering 5
Elizabeth en de Gardiners worden voorgesteld aan Georgiana, Darcy's veel jongere zuster. Het gezelschap wordt uitgenodigd op Pemberley, en terwijl Elizabeth Georgiana bijstaat tijdens haar pianospel wisselen Elizabeth en Darcy enkele veelbetekenende blikken uit. De volgende ochtend ontvangt Elizabeth twee brieven van Jane waarin zij vertelt dat Lydia is weggelopen met Wickham. Terwijl Elizabeth deze brieven leest komt Darcy binnen en treft haar in tranen. Hij biedt haar zijn hulp en steun aan. Wanneer hij weer vertrekt is Elizabeth ervan overtuigd dat dit nieuws een dusdanige schande over haar en haar familie heeft geworpen dat Darcy nu waarschijnlijk nooit meer contact met haar zal willen zoeken. Elizabeth en de Gardiners reizen terug naar Longbourn waar Mr. Gardiner en zijn zwager Mr. Bennet plannen maken voor een zoektocht naar Lydia en Wickham. De twee worden gevonden, maar ze zijn tegen de verwachtingen in niet getrouwd. Gardiner zorgt er echter voor dat de twee wel trouwen, maar moet daar volgens Mr. Bennet een flinke som geld voor hebben neergeteld. Elizabeth vertelt Jane vervolgens van haar laatste ontmoetingen met Darcy en haar complexe gevoelens voor hem.

### Aflevering 6
Lydia en Wickham zijn getrouwd en brengen een bezoek aan Longbourn. Lydia laat terloops vallen dat Darcy op hun bruiloft aanwezig is geweest, en Elizabeth schrijft onmiddellijk een brief aan haar tante Gardiner om om uitleg te vragen en achter de reden van Darcy's aanwezigheid te komen. Tante Gardiner licht Elizabeth meteen in over Darcy's rol in het geheel, en vertelt haar dat niet Mr. Gardiner maar Mr. Darcy alle kosten voor het huwelijk en Wickhams afkoopsom heeft gedragen. Wanneer de Bingleys in de herfst terugkeren naar Netherfield geeft Darcy aan Bingley toe dat hij Jane's gedrag verkeerd heeft ingeschat. Bingley vraagt Jane daarna vrijwel onmiddellijk ten huwelijk en Jane is in de wolken. Lady Catherine de Bourgh, die geruchten heeft gehoord dat niet alleen Jane maar ook Elizabeth in het huwelijk zal gaan treden – en wel met Lady Catherine's neef Mr. Darcy – brengt een onverwacht bezoek aan Longbourn om Elizabeth te vragen of ze verloofd is met Darcy en haar te overreden niet met Darcy te trouwen. Elizabeth ontkent een huidige verloving maar wil ook niet beloven een eventueel toekomstig aanzoek af te slaan; Lady Catherine vertrekt woedend. Lady Catherine vertelt Darcy over haar bezoek en Elizabeths reactie, en wanneer Elizabeth Darcy weer ziet en hem bedankt voor zijn rol in Lydia's huwelijk verzamelt Darcy moed om Elizabeth te vertellen dat zijn gevoelens voor haar onveranderd zijn en dat hij nog steeds hartstochtelijk veel van haar houdt. Elizabeth geeft toe dat haar gevoelens compleet omgeslagen zijn en dat zij ook van hem houdt. De serie eindigt met een dubbele bruiloft in de winter – Jane trouwt met Bingley en Elizabeth met Darcy.

## Acteurs
Bij de audities voor Pride and Prejudice zochten producente Sue Birtwistle en scenarioschrijver Andrew Davies naar schrandere, geestige acteurs en actrices met charme en uitstraling, die in staat waren personages uit de Regency-periode te spelen. Hun keuze voor de twee protagonisten uit het verhaal, de twintigjarige Elizabeth Bennet en de achtentwintigjarige Mr. Darcy, bepaalde de rolverdeling van de andere acteurs. Honderden actrices variërend in leeftijd van vijftien tot achtentwintig deden auditie. De actrices met de juiste uitstraling deden een screentest waarin ze, gekleed en gegrimeerd in de juiste kostuums, een scène uit de serie speelden in de televisiestudio. Ook werden er voor enkele rollen acteurs en actrices direct aangeschreven.
De Amerikaans-Britse actrice Jennifer Ehle werd uit zes overgebleven kandidates geselecteerd voor de rol van Elizabeth Bennet. Ehle, die op dat moment vijfentwintig was, was de enige van de acteurs die gedurende het hele opnameschema aanwezig was. Producente Birtwistle wilde voor de rol van Mr. Darcy per se de op dat moment vijfendertigjarige Colin Firth hebben, een op dat moment nog relatief onbekend Brits acteur. Birtwistle had al eerder met hem gewerkt in de jaren tachtig in de film Dutch Girls. Firth wees het aanbod echter enkele keren af, omdat hij vond dat hij niet voldeed aan het plaatje voor Mr. Darcy en omdat hij niets voelde voor het vrouwelijke perspectief van waaruit Austen haar boeken schreef. Birtwistle hield echter aan en nadat Firth zich meer in het verhaal had verdiept accepteerde hij de rol toch.
Benjamin Whitrow en Alison Steadman werden uitgekozen voor de rollen van Mr. en Mrs. Bennet, Elizabeth Bennets ouders. Steadman kreeg de rol zonder auditie of proefname te hoeven doen. De vier zusters van Elizabeth, variërend in leeftijd van 15 tot 22 jaar, werden deels geselecteerd op hun uiterlijk – ze moesten niet op elkaar lijken. Susannah Harker werd uiteindelijk gekozen als Elizabeth's oudere en mooie zuster Jane, die slechts het goede in de mensen ziet. Lucy Briers, Polly Maberly en Julia Sawalha speelden de jongere zusters – de saaie boekenwurm Mary, de vrolijke maar beïnvloedbare Kitty en de frivole en koppige Lydia. Julia Sawalha werd gekozen zonder proefopname vanwege haar televisie-ervaring.
Joanna David en Tim Wylton werden gekozen als de Gardiners, Elizabeth's oom en tante van moeders zijde. David Bamber speelde de ijdele Mr. Collins, een neef van Mr. Bennet. Lucy Scott kreeg de rol van Charlotte Lucas, Elizabeth's beste vriendin en later de vrouw van Mr. Collins.
De acteur die de rol van Charles Bingley zou gaan spelen werd gekozen op het contrast dat hij moest gaan vormen met zijn vriend, Mr. Darcy. De blonde acteur Crispin Bonham-Carter voldeed zowel qua uiterlijk als qua uitstraling aan deze eis. Hij deed in eerste instantie auditie voor de rol van George Wickham, de antagonist uit het verhaal, maar die rol werd aan Adrian Lukis gegeven. De rollen van Bingley's snobistische zusters en zwager werden gespeeld door Lucy Robinson, Rupert Vansittart en Anna Chancellor, die al bekend was door haar rol als "Duckface" in de film Four Weddings and a Funeral.
De selectie voor de rol van Georgiana Darcy, Darcy's verlegen en onschuldige zuster, bleek lastig. Na meer dan 70 actrices op auditie te hebben gehad stelde regisseur Davies voor om Joanna David's dochter, Emilia Fox, te vragen. Deze actrice speelt zelf piano en voldeed prima aan de verdere eisen dus zij werd gekozen voor de rol. De rol van Lady Catherine de Bourgh ging zonder audities of proefopnames naar Barbara Leigh-Hunt.

### Overige rollen
| - Miss Anne de Bourgh: Nadia Chambers - Sir William Lucas: Christopher Benjamin - Lady Lucas: Norma Streader - Maria Lucas: Lucy Davis - Colonel Fitzwilliam: Anthony Calf - Mrs Phillips: Lynn Farleigh | - Denny: David Bark-Jones - Colonel Forster: Paul Moriarty - Mrs Forster: Victoria Hamilton - Sanderson: Christopher Staines - Chamberlayne: Tom Ward - Mrs Reynolds: Bridget Turner | - Sarah: Kate O'Malley - Hill: Marlene Sidaway - Carter: Roger Barclay - Mary King: Alexandra Howerd - Mrs Jenkinson: Harriet Eastcott - Hannah: Sarah Legg |

## Productie

### Bewerking
Jane Austens roman "Pride and Prejudice" was al diverse malen eerder verfilmd en bewerkt door de BBC, in 1938, 1952, 1958, 1967 en 1980. In de herfst van 1986 kwamen Sue Birtwistle en Andrew Davies bijeen nadat ze een voorvertoning van een verfilming van Austens Northanger Abbey hadden bekeken. Ze kwamen overeen dat ze Birtwistle's lievelingsboek Pride and Prejudice opnieuw zouden gaan bewerken. Ze besloten film te gebruiken in plaats van video omdat ze er beiden van overtuigd waren dat de dramatiek van het verhaal op film beter zou uitkomen dan de videobewerkingen die de BBC al eerder had uitgezonden, en die er naar hun mening "ondervoed en onpoëtisch" uitzagen. Davies was in eerste instantie van plan een vijfdelige serie te maken maar de BBC stelde eisen aan het aantal afleveringen en wilde er vier of zes, maar geen vijf. Davies besloot toen een zesdelige serie te schrijven. In 1986 werden de scenario's voor de eerste drie afleveringen aan ITV gestuurd, maar omdat de voorgaande serie nog maar zo kort geleden was (1980) werd het project in de ijskast gezet. Toen er in 1993 wel weer interesse voor was gaf de BBC groen licht om verder te gaan met het schrijven van de scenario's en te starten met de rest van het project. De BBC financierde samen met het Amerikaanse satelliettelevisiestation A&E Network de verfilming die uiteindelijk ongeveer 1 miljoen pond per aflevering zou gaan kosten. Regisseur Simon Langton voegde zich in januari 1994 bij het team en op dat moment begon de fase van pre-productie.
Hoewel Birtwistle en Davies trouw aan het boek wilden blijven wilden ze ook allebei een "fris, levendig verhaal over echte mensen, en geen studio-gebonden BBC drama dat uitgezonden werd tijdens de zondagse theetijd" (a fresh, lively story about real people, not an old studio-bound BBC drama that was shown in the Sunday teatime slot). Het verhaal van Austen wordt geheel verteld vanuit het oogpunt van de protagoniste Elizabeth Bennet, maar Davies wilde het verhaal ook vanuit het mannelijke oogpunt vertellen dus hij besloot meer aandacht te schenken aan seks en geld als de drijvende thema's in het verhaal. Davies bereikte dit door veel eerder dan in het boek de rol van Mr. Darcy in het verhaal te verduidelijken aan de kijker.
Om de personages neer te zetten als "echte mensen" voegde Davies kleine scènes toe waarin de personages te zien zijn in hun persoonlijke omgeving: de gezusters Bennet die zich mooi maken voor de "huwelijksmarkt" en Darcy die met vrienden gaat schermen, biljarten en jagen. Deze insteek wijkt duidelijk af van die van Austen maar zorgt ervoor dat de kijker al veel eerder dan Elizabeth Bennet in de gaten heeft wat voor mens Darcy is.
Een technisch probleem deed zich voor met het schrijven van de scenario's voor de tweede helft van het boek, waarin veel lange brieven staan waarin voor het verhaal belangrijke zaken worden uitgelegd. Het verfilmen van brieven is niet eenvoudig, zeker niet wanneer het er veel zijn – de aandacht van de kijker verslapt wanneer een scène lang duurt en er weinig gebeurt. Davies zocht zijn toevlucht in diverse methodes zoals flashbacks, voice-overs en liet de personages brieven aan elkaar voorlezen. Zo werd ervoor gezorgd dat de brieven uit de boeken vrijwel letterlijk konden worden gebruikt maar het niet langdradig over zou komen. Veel dialogen uit het boek zijn letterlijk overgenomen in de serie. Sommige dialogen werden ingekort en op sommige punten werd er dialoog bijgeschreven, maar de oorspronkelijke dialogen die zo kenmerkend zijn voor het boek zijn grotendeels intact gebleven.

### Verfilming

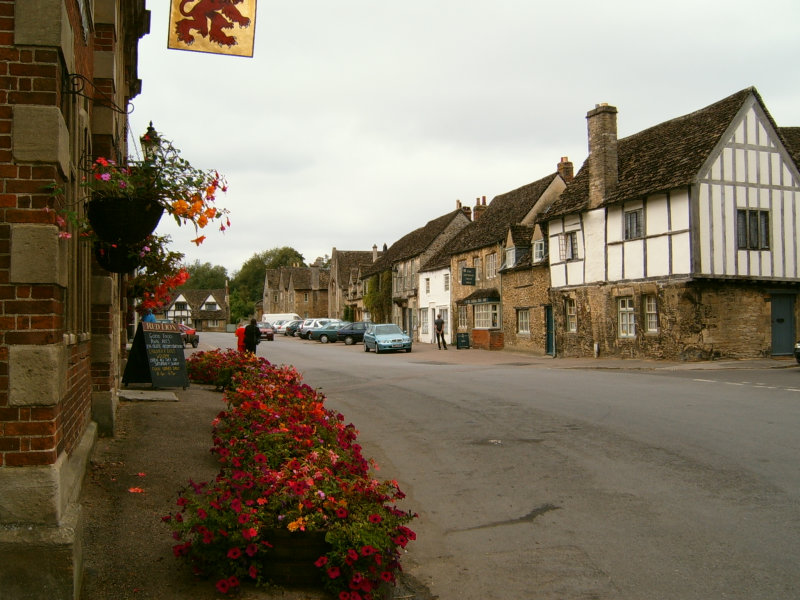
Lacock, Wiltshire, alias "Meryton"

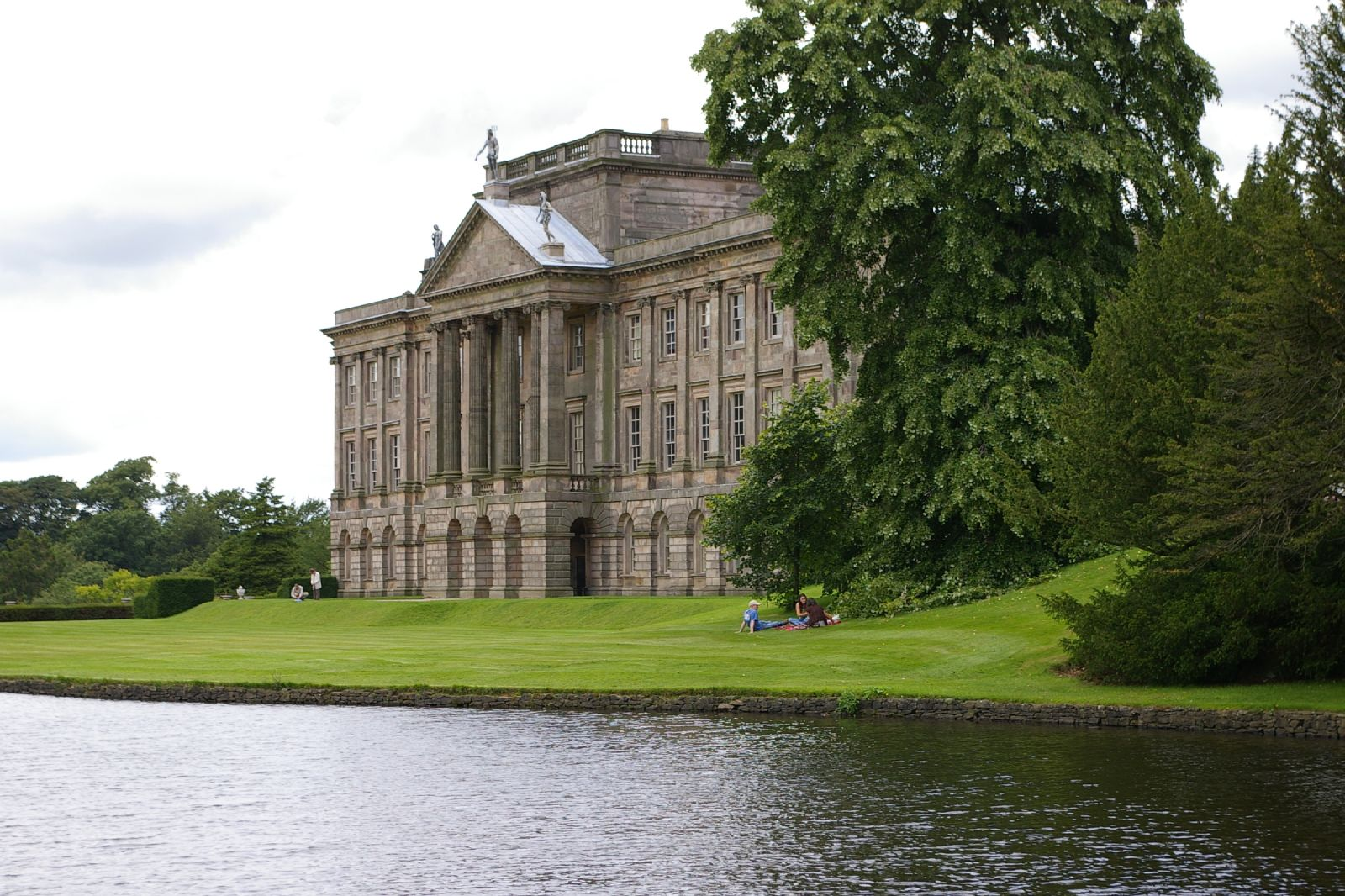
Lyme Hall, het exterieur van Pemberley

De opnames van de serie van zes afleveringen van 55 minuten duurden 20 weken. Gemiddeld duurden de opnames 10,5 uur per dag, maar de kostuum- en makeupafdelingen begonnen eerder en stopten later met werken dus zij (en veel acteurs) maakten veel langere dagen. Ongeveer twee weken voor de daadwerkelijke opnames begonnen kwam een team van zeventig mensen (acteurs en een deel van de filmploeg) bijeen voor het lezen, de "readthrough", van het scenario. Daarna begon een aantal acteurs met trainen en oefenen in dansen, paardrijden, schermen, zingen en allerlei andere zaken die nodig waren voordat de opnames zouden beginnen. De opnames duurden van juni tot november '94, op die manier konden er drie jaargetijden (voorjaar, zomer, herfst) worden weergegeven zonder veel cosmetische ingrepen. Scènes die in één regio waren gepland werden in de planning gegroepeerd zodat het reizen beperkt zou blijven.
De locaties die nodig waren voor de verfilming werden geselecteerd en bezocht, en in enkele gevallen zelfs verbouwd of gebouwd voor de serie. De landgoederen die in de serie zijn gebruikt liggen verspreid door Engeland. Er werden vierentwintig locaties gebruikt, waarvan de meeste eigendom waren van de Britse monumentenzorg National Trust. Ook werden er acht studiosets gebouwd.
Om het verschil in rang en stand tussen de diverse personages duidelijk te maken werd er gezocht naar locaties die de sociale stand van de bewoners duidelijk weergaven. Longbourn, het woonhuis van de Bennets, was een comfortabele familiewoning, terwijl Pemberley, het landgoed van Darcy, eruit moest zien als "het mooiste landgoed ter wereld", een toonbeeld van goede smaak waaruit de rijke en voorname geschiedenis van de familie duidelijk naar voren komt. De eerste locatie waarover de producenten het eens werden was Lacock, een dorp in Wiltshire dat werd gebruikt als Meryton, het dorp in de buurt van Longbourn. Luckington Court, in de buurt van Lacock, werd gedurende tien weken gebruikt als in- en exterieur van Longbourn. Lyme Hall in Lyme Park (Cheshire) werd het exterieur van Pemberley, de binnenopnames op Pemberley werden geschoten in Sudbury Hall in Sudbury in Derbyshire. Belton House in Lincolnshire werd geselecteerd als Rosings Park, het enorme landgoed van Darcy's tante Lady Catherine de Bourgh. Old rectory in Teigh (Leicestershire) fungeerde als de pastorie in Hunsford, het huis van Mr. Collins, en Brocket Hall in Welwyn Garden City (Hertfordshire) werd gebruikt als de balzaal van Netherfield, het landgoed dat door Bingley werd gehuurd.

### Kostuums en grime
Omdat Pride and Prejudice zich afspeelt aan het begin van de negentiende eeuw was er voor de ontwerpen veel meer onderzoek nodig dan bij moderne drama's. De karakters en de rijkdom van de personages worden door de kostuums onderstreept, zo zijn de rijke gezusters Bingley nooit te zien in simpele jurken van bedrukte mousseline zoals de gezusters Bennet die dragen maar dragen ze slechts jurken van dure zijde en haartooien met grote veren. Aangezien de voorraad van de BBC van vroegnegentiende-eeuwse kleding zeer beperkt was is vrijwel alles voor de serie gemaakt. Kostuumontwerpster Dinah Collin heeft hiervoor veel research gedaan bij diverse musea en in diverse bibliotheken. De kleding moest er zowel authentiek als aantrekkelijk uitzien voor een modern publiek. Om de karakters van de personages te onderstrepen werden er voor Elizabeth Bennet jurken gemaakt in warme aardetinten die bij haar levendigheid en actieve leefstijl passen. De overige gezusters Bennet werden gekleed in lichte pasteltinten met veel wit en crème, om hun onschuld te benadrukken. De gezusters Bingley en Lady Catherine de Bourgh droegen rijke kleuren en dure stoffen. Darcy droeg donkere kleuren, Bingley lichtere en fellere kleuren.
De producenten zagen Darcy als een "donker type" hoewel dat nergens in het boek wordt uitgesproken. Colin Firth, die van nature donkerblond is, werd daarom gevraagd zijn haar, wimpers en wenkbrauwen donkerbruin te verven. Alle mannelijke acteurs werd gevraagd hun haar te laten groeien voorafgaand aan de opnames en snorren af te scheren. Jennifer Ehle, die de rol van Elizabeth Bennet speelde, is van nature blond dus voor haar werden drie donkerbruine pruiken gemaakt. Susannah Harker (Jane Bennet) kreeg een kleurspoeling om haar van nature blonde haar een tint lichter te maken, zodat het haar meer zou contrasteren met dat van Elizabeth.
Mary Bennet, de middelste en saaiste van de gezusters Bennet, wordt in het boek omschreven als een "lelijk" meisje met een "slechte huid". Lucy Briers die de rol van Mary kreeg werd daarom cosmetisch voorzien van sproeten, puistjes en vet haar. Mr. Collins kreeg een lage zijscheiding waardoor het leek alsof hij kalend was, en zijn voorhoofd en bovenlip werden gedurende de opnames continu bevochtigd om hem een licht bezweet en onaantrekkelijk voorkomen te geven.

### Muziek en choreografie

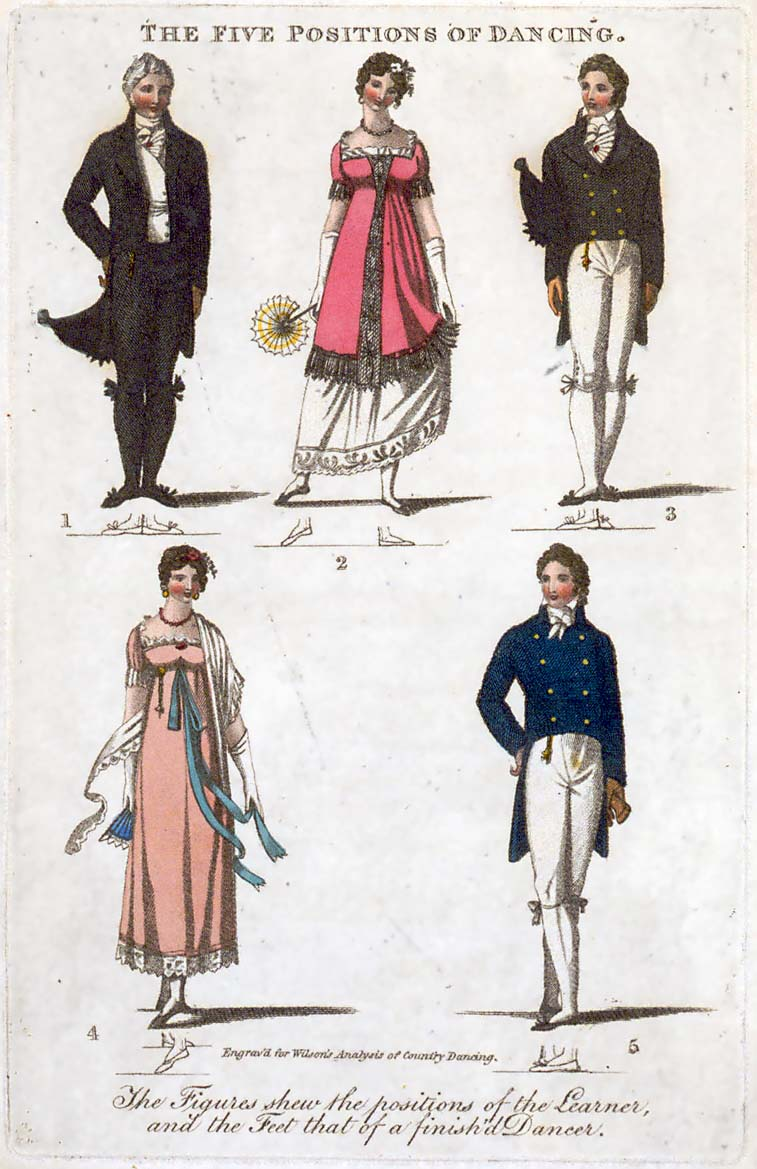
De vijf basisposities van Regency dans, 1811

Componist Carl Davis benaderde Sue Birtwistle tijdens de préproductiefase van de serie. Hij had al diverse andere klassieke BBC-series van muziek voorzien. Birtwistle was enthousiast over zijn muziek en vroeg hem de muziek voor de serie te schrijven en te zoeken.
Davis wilde de levendigheid van de roman en het thema van liefde en huwelijk in een kleine stad aan het begin van de negentiende eeuw met muziek verlevendigen en ging op zoek naar de in die tijd moderne en populaire muziek. De septetten van Beethoven waren toen bijzonder geliefd en hij besloot deze te gebruiken. Om ervoor te zorgen dat er constante controle was over de muziek, ook de muziek die in de serie in beeld gespeeld wordt, is alles van tevoren opgenomen. De musici die tijdens de bals de instrumenten bespelen dragen "oortjes" onder hun haar zodat ze de muziek konden horen, en dus konden playbacken. Ook de actrices die in de serie de piano bespelen (Jennifer Ehle, Lucy Briers, Emilia Fox en Lucy Robinson) kregen voorafgaand aan de opnames de tijd hun stukken te oefenen, hoewel Fox en Briers al gevorderde speelsters waren. Stukken die in de serie te horen zijn zijn onder meer Händels "Air con Variazioni" en "Slumber, Dear Maid" van zijn opera Xerxes, Mozarts "Rondò alla Turca", "Voi Che Sapete", en andere stukken uit zijn opera's Le nozze di Figaro en Don Giovanni, Beethovens Andante Favori, het tweede deel van Muzio Clementi's Sonatina No.4 en het traditionele muziekstuk "The Barley Mow". De CD met de muziek van de serie werd in 1995 uitgebracht.
Aangezien dansen een integraal deel was van het sociale leven en de hofmakerij in de tijd van Austen spelen veel scènes uit het boek zich af tijdens bals. Choreografe Jane Gibson wist de hand te leggen op een boek (The Apted Book of Country Dances van W.S. Porter) waaruit zij haar informatie voor de diverse dansen kon halen. Hierin stonden diverse negentiende-eeuwse dansen zoals "The Shrewsbury Lasses", "A Trip to Highgate" en "Mr. Beveridge's Maggot". Ze koos vijftien dansen uit om uit te werken en te oefenen voordat de opnames begonnen. Polly Maberly en Julia Sawalha, die de jongste twee Bennet-zusters speelden, kregen drie dagen de tijd om alle dansen te leren. Er werden drie dagen uitgetrokken om het grote bal op Netherfield op te nemen. De dansen die daar werden uitgevoerd waren stijlvol en elegant, terwijl de dansen die werden ingestudeerd voor het feest in Meryton veel sneller en vrolijker waren om te verduidelijken dat het hier ging om de dorpsgemeenschap die plezier maakte (tegenover de meer "notabele" bezoekers van het bal op Netherfield). Net als de musici droegen ook de dansers kleine oortelefoontjes waardoor de muziek de dialoogopnames niet stoorde.

## Thema en stijl
De diverse bewerkingen van Jane Austens "Pride and Prejudice" zijn vele malen geanalyseerd. De BBC-versie kreeg waardering voor zijn trouw aan de roman, die het belang van omgeving en opvoeding voor de vorming van de karakters en de moraal van jonge mensen onderstreept en duidelijk maakt dat hoge sociale stand en rijkdom niet altijd een voordeel zijn. Critici merkten op dat Davies' aanpak om meer nadruk te leggen op seks en geld, samen met Austens ironische humor, ervoor zorgde dat de serie niet afgleed tot een "mooi aangekleed en goed gefilmd melodrama".
| "It is a truth universally acknowledged, that a single man in possession of a good fortune must be in want of a wife" - beroemde eerste zin uit Pride & Prejudice |

Om Austens aanpak naar film te vertalen zonder gebruik te maken van een vaak opdringerige verteller, werd de beroemde eerste zin die in het boek door de verteller wordt geuit aan Elizabeth toegeschreven. De bewerking begint in plaats daarvan met een scène waarin Bingley en Darcy te paard over een open veld rijden richting Netherfield Hall, dat te huur is. Deze scène moest vitaliteit uitstralen, die doorwerkt op Elizabeth, die tijdens haar wandeling de twee mannen in de verte ziet rijden en vervolgens ook rennend haar weg vervolgt. De roman geeft Elizabeth's onafhankelijkheid en energieke karakter weer door haar vijf kilometer lange wandeling naar Netherfield te beschrijven, in de verfilming van deze scène wordt ook haar rebelse aard en haar liefde voor de natuur verduidelijkt.
In tegenstelling tot het boek, dat zich afspeelt in een tijd waarin het uiten van emoties werd gezien als vulgair, zijn in de serie de emoties van de personages wel zicht- en herkenbaar en op een meer moderne manier weergegeven. Dit in tegenstelling tot bijvoorbeeld de BBC-serie uit 1980, waarin die emoties niet of nauwelijks zijn verwerkt. Ook maakt de serie gebruik van komische overdrijving, door de karakters van Mrs. Bennet, Mr. Collins en Miss Caroline Bingley uit te vergroten. Mrs. Bennet lijkt in enkele scènes zelfs op de rand van een zenuwinzinking te zijn.

## Publieke waardering

### Uitzendingen en merchandise
De uitzendingen van de zesdelige serie op BBC1 op de zondagavonden van 24 september tot en met 29 oktober trokken tussen de 10 en de 11 miljoen kijkers. De afleveringen werden diezelfde week herhaald op BBC2. De laatste aflevering op 29 oktober had een kijkdichtheid van 40 procent in Groot-Brittannië, en op dat moment waren de rechten van de serie al aan acht landen verkocht. In de Verenigde Staten werd de eerste uitzending van de serie door A&E Network bekeken door 3.7 miljoen mensen.
Een week voorafgaand aan de laatste aflevering van de serie in Groot-Brittannië kwam deze uit op video (VHS). De volledige eerste partij van 12.000 kopieën van de serie, bestaande uit twee videobanden, was binnen twee uur uitverkocht. Na een week waren er 70.000 exemplaren verkocht, en na een jaar stond de teller op 200.000 exemplaren. Een woordvoerster van de BBC noemde de verkoopresultaten een "groot fenomeen" (a huge phenomenon), aangezien de meeste op video uitgebrachte BBC-series normaal gesproken nog niet de helft van dat aantal haalde, vooral omdat de kijkers de serie ook thuis op video konden opnemen. Ook de op CD uitgebrachte muziek van de serie was populair, en ook van het boek over het maken van de serie (The making of Pride and Prejudice door Sue Birtwistle en Susie Conklin) gingen er in snel tempo 20.000 over de toonbank. De serie is inmiddels drie maal op DVD uitgebracht, voor het eerst in 2000, daarna in 2005 als een "10th anniversary edition", en in april 2007 als onderdeel van een "Classic Drama DVD" collectie van de BBC.

### Kritiek en waardering
De reacties op de serie waren overweldigend positief. Een recensent van The Independent schreef een dag voor de uitzending van de eerste aflevering dat de serie "waarschijnlijk zo goed is als het maar mogelijk is voor een literaire klassieker" (probably as good as it can get for a literary classic). Hij zei ook dat de acteurskeuzes een compliment verdienden, en dat Firth en Ehle goed gekozen waren (Firth not being in the slightest bit soft and fluffy – and Ehle showing the right brand of spirited intelligence as Elizabeth) . Hij noemde Benjamin Whitrow een echte aandachttrekker met zijn vertolking van Mr. Bennet, maar was kritischer over Alison Steadman's vertolking van Mrs. Bennet. Een dag later schreef een andere recensent in dezelfde krant dat de snelheid en energie die door Andrew Davies in de serie was gestopt een compliment waard was, en dat het Davies gelukt was een visuele setting te creëren die recht deed aan de humor in het boek.
De Los Angeles Times zei dat de serie decidedly agreeable (beslist aangenaam) was, en noemde vooral Mr. en Mrs. Bennet en Mr. Collins als de belangrijkste bron van humor in de serie. De New York Times lauwerde de serie als een "geweldige bewerking, met een opmerkelijk trouw en gevoelig genuanceerd scenario". Ook meldde deze krant dat Jennifer Ehle de capaciteiten had om van Elizabeth een "opvallend intelligent en gezaghebbend personage [te maken] zonder de rest onder te sneeuwen", en merkte de krant op dat Firth de snobistische trots van Darcy briljant had weten te vatten, en desondanks aan de kijker duidelijk wist te maken (vooral door intense blikken) dat hij – ondanks zichzelf – verliefd werd op Elizabeth. In diezelfde krant prees men Barbara Leigh-Hunt om haar portrettering van Lady Catherine, en noemde haar een "marvellous imperious witch" (geweldige heerszuchtige heks). Haar scènes met David Bamber (Mr. Collins) werden als "hilarisch" bestempeld.
Diezelfde krant schreef echter ook dat de "matte, lome wandelingen door de weides" en de "sierlijk gechoreografeerde dansen" voor het Amerikaanse publiek waarschijnlijk te traag waren. In een van de meest negatieve recensies schreef People Magazine dat de serie "flink wat grondiger dan noodzakelijk" was, en "niet de beste bewerking van een Austen op de ineens drukke Austen-markt". Hoewel de recensent Firth "magnifiek" vond, kraakte hij Ehle af, omdat zij er vanwege haar ovale gezichtsvorm volgens hem uitzag als "Anaïs Nin in period clothes, and that ain't right" ("Anaïs Nin in een periodekostuum, en dat klopt niet"). Het A&E tijdschrift (van de zender die de serie in de Verenigde Staten uitzond) schreef een jaar later dat de serie algemeen geprezen werd door de critici, dat de kijkers de serie geweldig vonden, en dat vrouwen over de hele wereld wegzwijmelden bij Darcy – zozeer zelfs dat kranten grappen begonnen te maken over "Darcy-koorts".

### Prijzen en nominaties
Pride and Prejudice kreeg in 1996 BAFTA-nominaties voor "beste dramaserie", "beste kledingontwerp" en "beste grime en haar". Jennifer Ehle kreeg een BAFTA voor "beste actrice". Colin Firth en Benjamin Whitrow werden beiden genomineerd voor "beste acteur", maar die prijs ging in dat jaar naar Nigel Hawthorne voor zijn rol in The Fragile Heart. Firth won in '96 wel de Broadcasting Press Guild Award voor "beste acteur" en de serie won deze prijs in de categorie "beste dramaserie". In de Verenigde Staten won de serie een Emmy in de categorie "Outstanding Individual Achievement in Costume Design for a Miniseries or a Special" en werd genomineerd in de categorie "Outstanding miniseries" voor zowel de choreografie als het scenario. Verdere prijzen waren onder meer een Peabody Award, een Television Critics Association Award en een nominatie voor een Golden Satellite Award.

## Trivia
- Bridget Jones's Diary, het boek van Helen Fielding, is gebaseerd op deze bewerking van Pride and Prejudice. Fielding was naar haar eigen zeggen helemaal weg van de serie. Ze wilde per se dat Colin Firth de rol van Mr. Darcy zou gaan spelen, maar ook Crispin Bonham-Carter en Lucy Robinson kregen een kleine rol. Bonham-Carter is te zien in een scène met Salman Rushdie.